# Снігир Прокіп Федотович
Прокіп Снигир (7 липня 1880 Глеваха, Глеваська волость, Київський повіт, Київська губернія — 1933) — депутат Державної думи II скликання від Київської губернії. 

## Життєпис
Походив з містечка Глеваха Київської повіту Київської губернії. Випускник двокласної церковно-приходської школи. Був помічником волосного писаря, пізніше служив волосним касиром. Займався землеробством на ділянці площею 8,5 десятин землі. Під час виборів до Думи залишався позапартійним. 
8 лютого 1907 обраний до Державної думи II скликання від загального складу виборців Київських губернських виборчих зборів. Увійшов до складу Трудової групи і фракції Селянської спілки. Членом думських комісій не був. 
Після розпуску Думи в серпні 1907 перебрався до Будаївки, де працював двірником. 
У 1921 — писар Будаївського волосного виконкому. 